# Silver Bay
Silver Bay è una città degli Stati Uniti d'America, situata in Minnesota, nella Contea di Lake.